# Скендербег (опера)
Скендербег је опера у три чина коју је компоновао Антонио Вивалди (РВ 732). Либрето на италијанском језику је написао Антонио Салви.
Опера је први пут изведена у Teatro della Pergola у Фиренци 22. јуна, 1718. Данас је сачувана само једна оригинална партитура, која се чува у Фиренци.

## Улоге
| Улога      | Тип гласа | Глумац, премијера 22. јуна 1718.       |
| ---------- | --------- | -------------------------------------- |
| Doneka     | сопран    | Frančeska Kuzoni—Sandoni, La Parmiđana |
| Klimena    | сопран    | Ana Đuđlielmi                          |
| Астериа    | сопран    | Агата Ланди                            |
| Акомат     | сопран    | Роза Вентурини                         |
| Скендербег | кастрат   | Ђовани Батиста Карбони                 |
| Ормондо    | кастрат   | Ђовани Пијеро Сбараља                  |
| Амурат     | кастрат   | Жаетано Моси                           |

## Синоспис
Главни лик опере је Ђурађ Кастриот Скендербег, албански јунак из 15. вијека.